# Chiesa di San Bernardo (Castel Rozzone)
La chiesa di San Bernardo è la parrocchiale di Castel Rozzone, in provincia di Bergamo e arcidiocesi di Milano; fa parte del decanato di Treviglio.

## Storia
All'inizio Castel Rozzone dipendeva dalla pieve di Treviglio, ma già alla fine del XVI secolo, all'epoca della visita dell'arcivescovo Carlo Borromeo, la chiesa risultava parrocchiale.
Il nuovo luogo di culto venne edificato nella prima metà del Settecento, in un periodo compreso grossomodo tra il 1709 e il 1735, anche se le date esatte sono sconosciute poiché i documenti relativi andarono bruciati nel rogo del 1906.
Dalla relazione della visita pastorale del 1744 dell'arcivescovo Giuseppe Pozzobonelli si legge che la parrocchiale era sede della confraternita del Santissimo Rosario.
Nel 1899 l'arcivescovo Andrea Carlo Ferrari, durante la sua visita, trovò che il numero dei fedeli era pari a 950 e che la chiesa di San Bernardo aveva come filiali gli oratori di Santa Maria Immacolata e di San Luigi Gonzaga.
La parrocchiale venne interessata nel 1929 per interessamento di don Francesco Galbiati da un intervento di rimaneggiamento e di ampliamento, in occasione del quale si provvide a ricostruire la facciata e a prolungare di due campate la navata.
La chiesa fu poi adeguata alle norme postconciliari verso la metà degli anni 2010.

## Descrizione

### Facciata
La facciata a salienti della chiesa, rivolta a occidente e abbellita da pinnacoletti, è suddivisa da una cornice marcapiano con metope e triglifi in due registri, entrambi abbelliti da lesene e da colonne libere; quello inferiore, d'ordine tuscanico, presenta centralmente il portale d'ingresso lunettato e ai lati due nicchie ospitanti altrettante statue, mentre quello superiore è caratterizzato da una finestra e da altre due nicchie con simulacri e coronato dal timpano di forma triangolare.
Annesso alla parrocchiale è il campanile a base quadrata, la cui cella presenta su ogni lato una monofora a tutto sesto protetta da balaustre.

### Interno
L'interno dell'edificio è suddiviso in tre navate da pilastri sorreggenti degli archi a tutto sesto, sopra i quali corre la cornice modanata e aggettante su cui si impostano le volte; al termine dell'aula si sviluppa il presbiterio, rialzato di alcuni gradini, ospitante l'altare maggiore e chiuso dall'abside di forma poligonale.